# Afrikanischer Felsenbilch
Der Afrikanische Felsenbilch (Graphiurus platyops) ist ein Nagetier in der Gattung der Afrikanischen Bilche, das im Süden Afrikas vorkommt.

## Merkmale
Die Art ist mit einer Kopf-Rumpf-Länge von 95 bis 122 mm, einer Schwanzlänge von 65 bis 98 mm und einem Gewicht von 30 bis 53 g ein mittelgroßer Vertreter ihrer Gattung. Die Länge der Hinterfüße beträgt 18 bis 22 mm und die Ohren sind 13 bis 18 mm lang. Zwischen dem grauen bis graubraunem Fell der Oberseite und dem hellgrauen, cremefarbenen oder weißen Fell der Unterseite besteht eine deutliche Grenze. Der Kopf ist mit Ausnahme einer dunklen Augenmaske und weißer Wangen wie der Rücken gefärbt. Von den Wangen reicht ein heller Streifen zu den Schultern und bei einigen Exemplaren kommt ein undeutlicher heller Fleck vor jedem Ohr vor. Abgesehen von einzelnen Individuen, die einen dunklen Streifen auf dem Mittelfuß haben, sind die Hinterfüße weiß. Das Fell auf dem Schwanz ist nahe am Körper graubraun, mit verstreuten weißen Haaren, und an der Spitze weiß. Zusätzlich nimmt die Länge der Haare zur Spitze hin zu. Als bessere Anpassung an das Leben in Felsspalten ist der Schädel abgeflacht. Weibchen besitzen zwei Zitzen auf der Brust, zwei auf dem Bauch und vier im Leistenbereich.

## Verbreitung
Das Verbreitungsgebiet des Afrikanischen Felsenbilchs liegt in Simbabwe, in angrenzenden Gebieten Mosambiks, im Osten Botswanas sowie im Nordosten Südafrikas. Eine vereinzelte Population lebt in Eswatini und in benachbarten südafrikanischen Regionen. Die Art hält sich in felsigen Landschaften auf mit spärlichem Bewuchs aus Bäumen oder Büschen der Gattung Androstachys.

## Lebensweise
Die Tiere verstecken sich meist in Felsspalten, in kleineren Höhlen der Inselberge (Kopjes) oder in Freiräumen zwischen Steinblöcken. Gelegentlich schlafen sie in Baumhöhlen oder in Gebäuden. Dabei können sie ihr Versteck mit dem Buschschliefer oder dem Klippschliefer teilen. Der Afrikanische Felsenbilch ist vorwiegend nachtaktiv, kann jedoch während der Dämmerung oder am Morgen auf Nahrungssuche gehen.
Die Exemplare leben meist einzelgängerisch und es wird angenommen, dass sie, wie beim Brillenbilch, ihr Revier mit Duftstoffen markieren. Kommt ein fremder Artgenosse ins Territorium, plustert sich der Bewohner auf und wippt mit dem Schwanz. Reicht das nicht aus, folgen ein Warnruf und später ein Angriffsruf vor einem eventuellen Kampf. Der Mageninhalt einiger Individuen bestand aus Samen, Resten grüner Pflanzen und halbverdauten Insekten wie Motten, was auf eine omnivore Kost schließen lässt. Zum Fangen eines Tiers wurde Rattenfleisch als Köder benutzt. Das Fortpflanzungsverhalten ist fast unbekannt. Ein Weibchen war im Februar mit zwei Embryos trächtig.

## Bedrohung
Für den Afrikanischen Felsenbilch sind keine Gefährdungen bekannt. Es wird angenommen, dass er in geeigneten Landschaften häufig vorkommt. Die Art wird von der IUCN als „nicht gefährdet“ (least concern) gelistet.